# Монастир Хорезу
Монастир Хорезу (рум. Mănăstirea Horezu) — монастир в місті Хорезу історичної області Волощина в Румунії. Монастир заснований 1690 року господаром Волощини Константіном Бринковяну, пізніше зарахованого до лику святих, і вважається найкращим зразком так званого бринковянського стилю, єдиного архітектурного стилю, що виник у Волощині. Стиль відрізняється багатством різних архітектурних прикрас і декоративних розписів.
Єдину церква монастиря, Константина і Олени, розписав грецький майстер Константин, що працював у Хорезі.
На початок ХХІ століття монастир є одним з основних паломницьких центрів Румунії.
1993 року ЮНЕСКО занесла монастир до списку Світової спадщини.

## Галерея

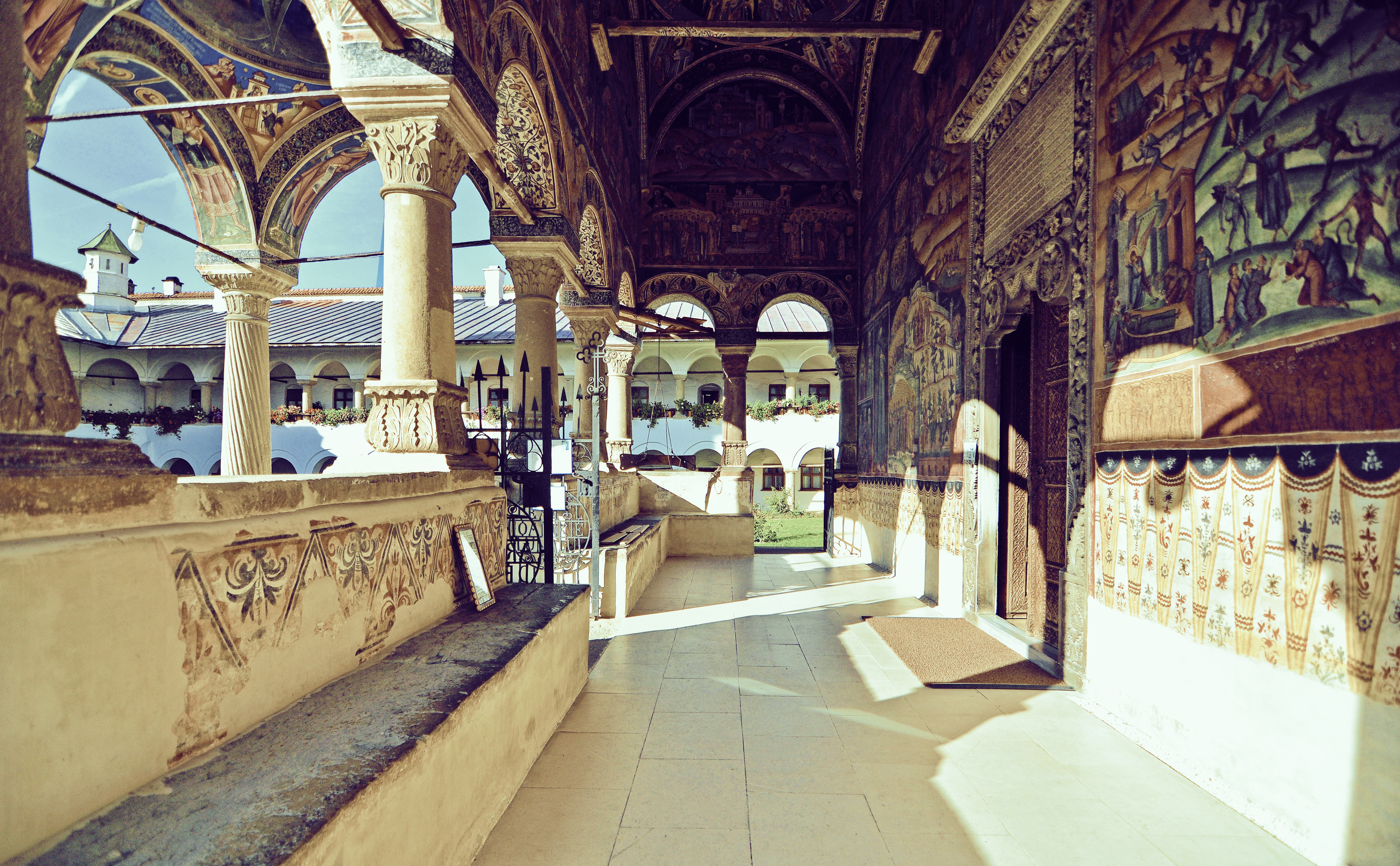
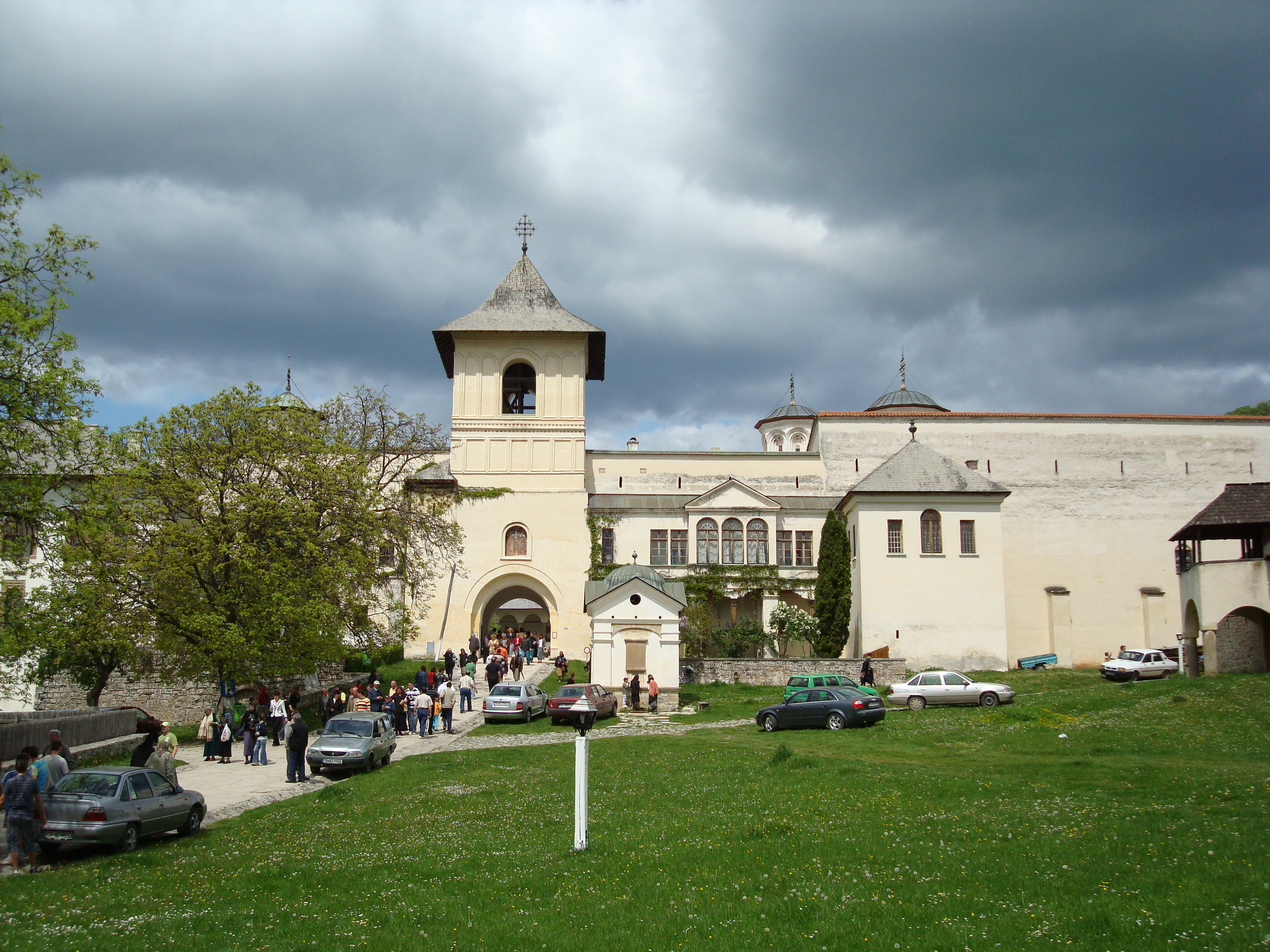
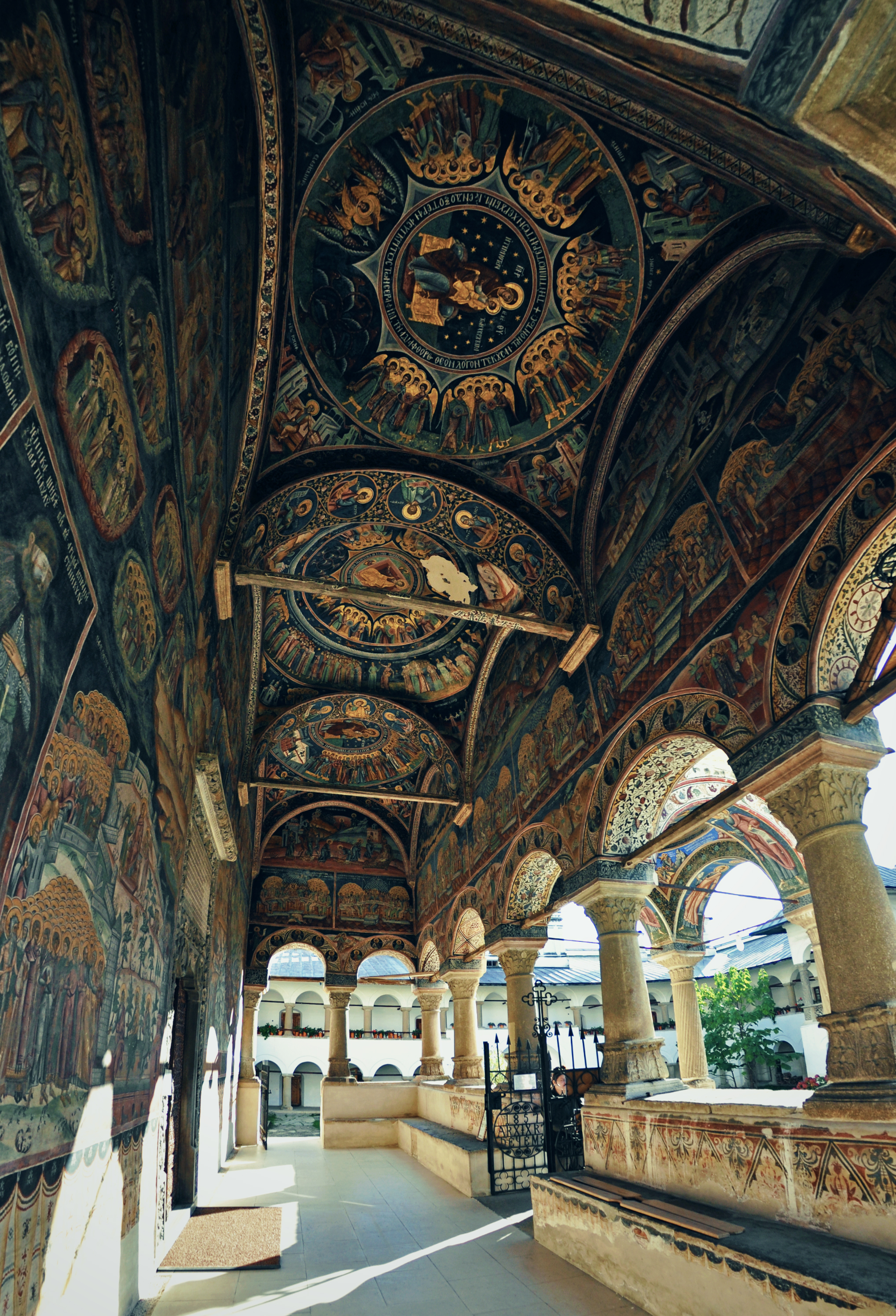
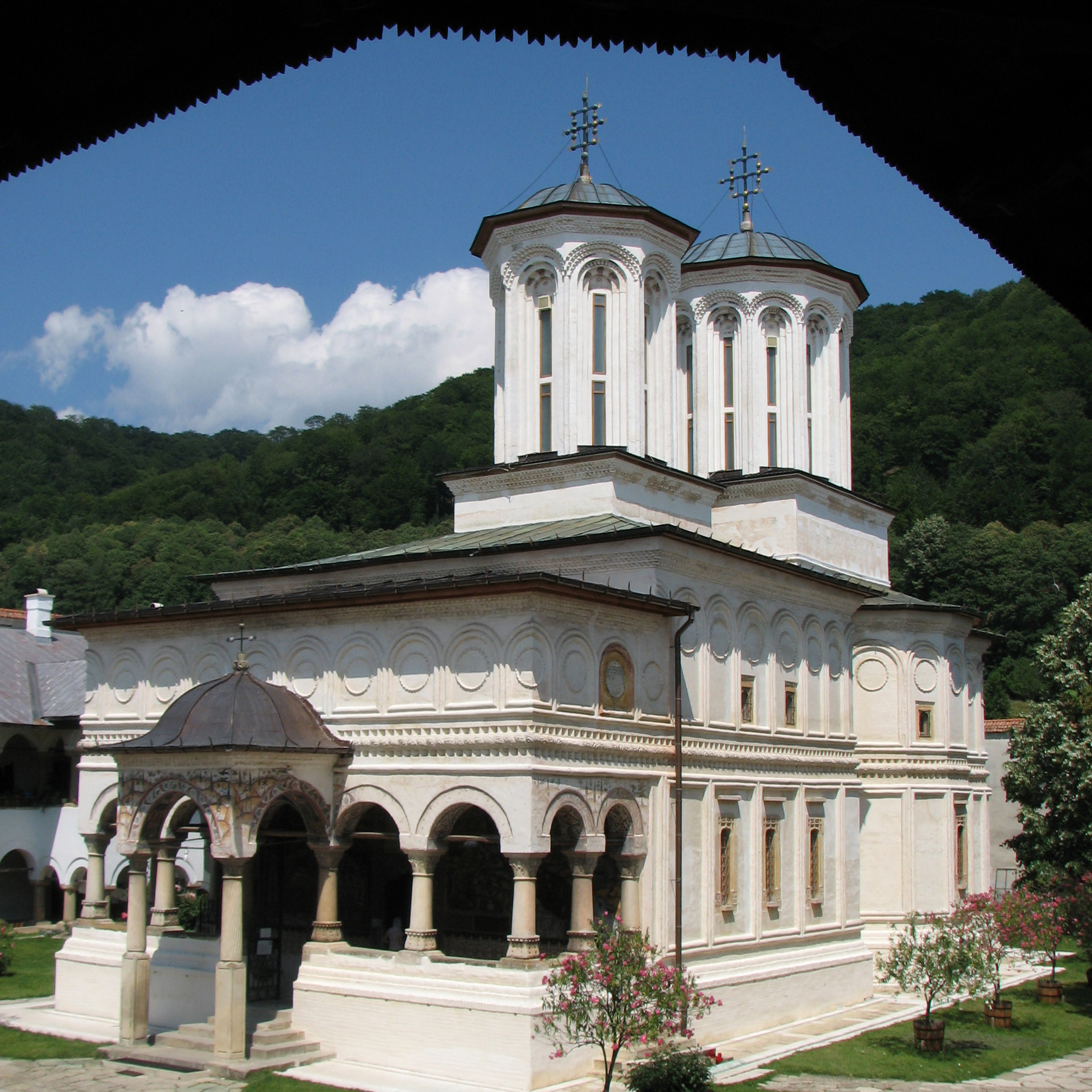
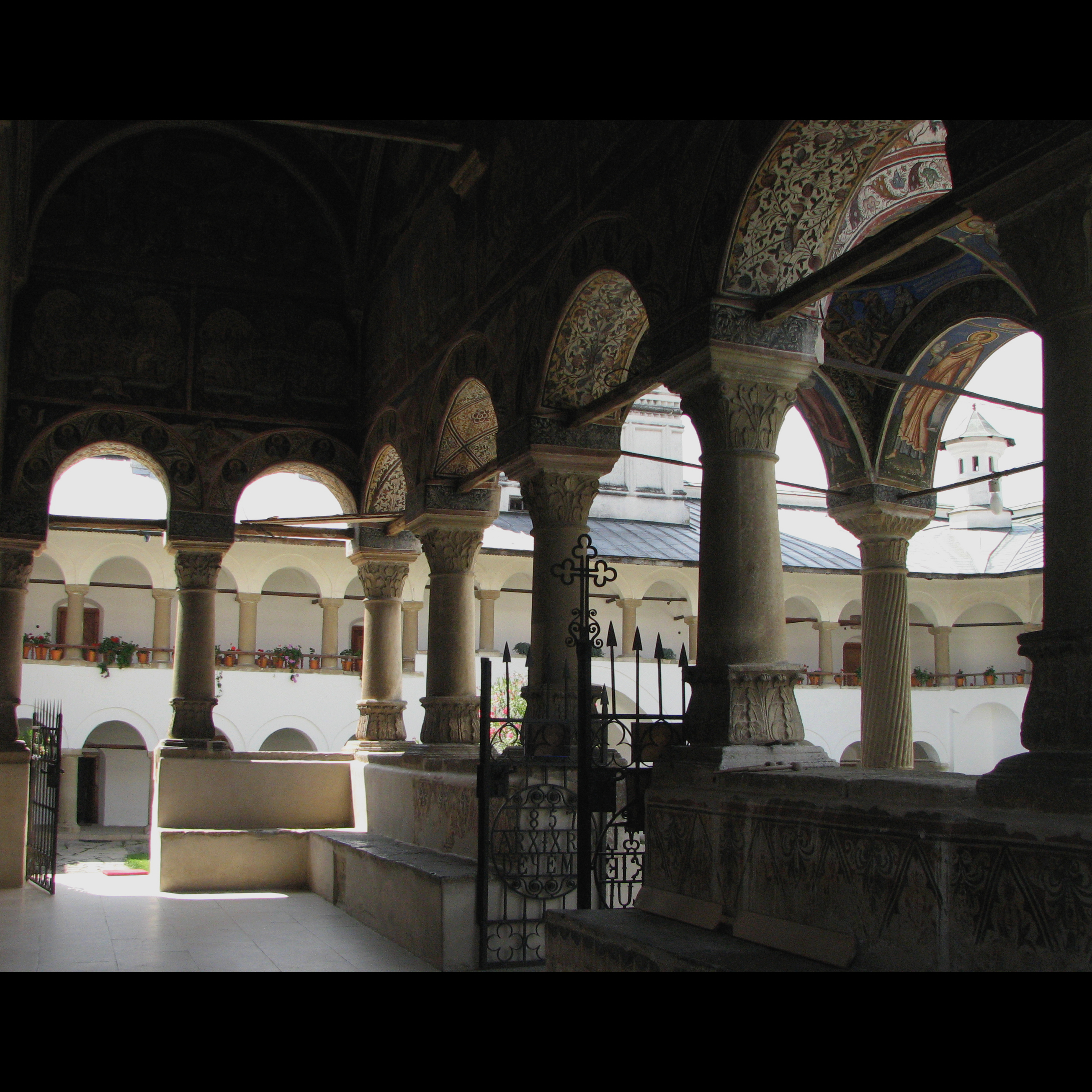
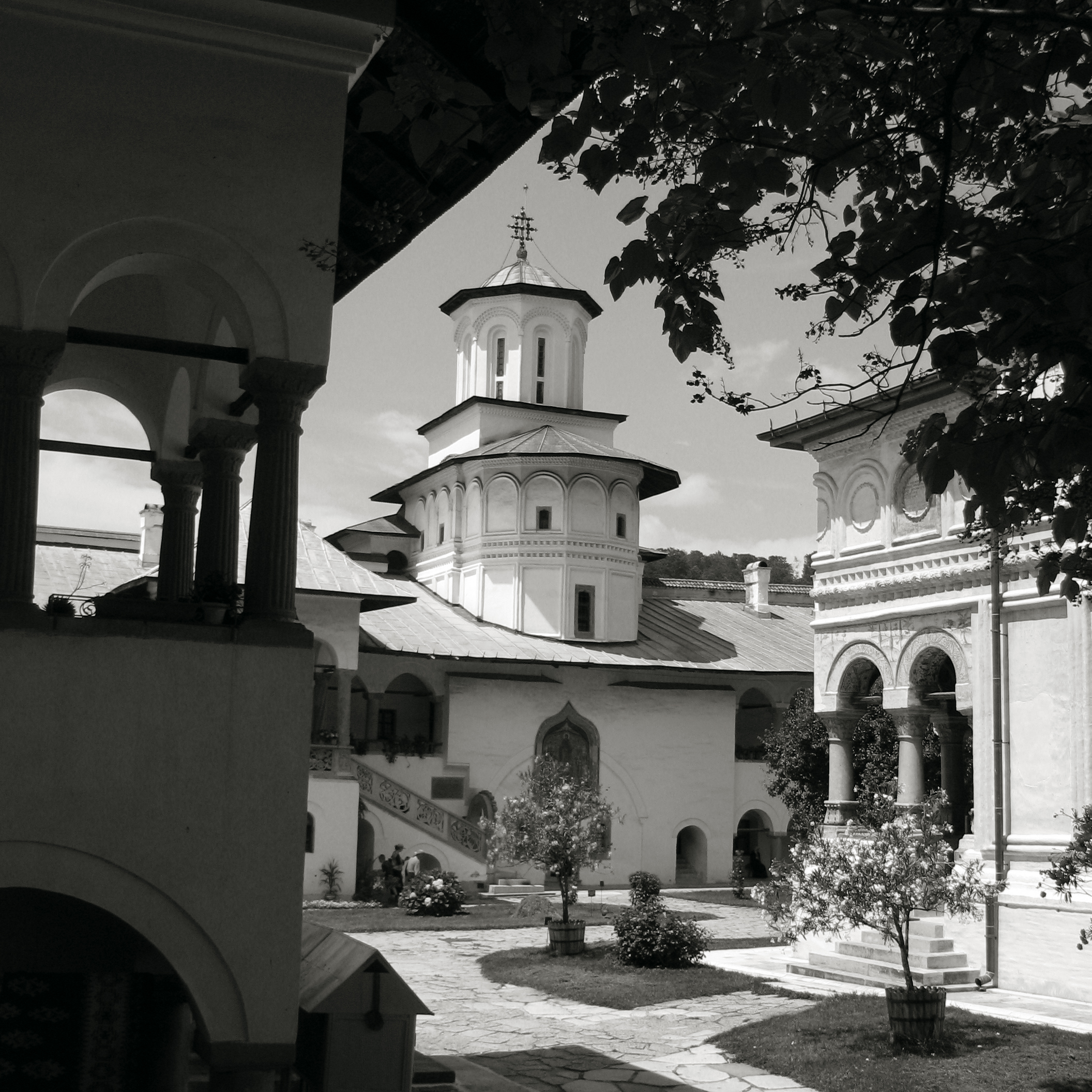
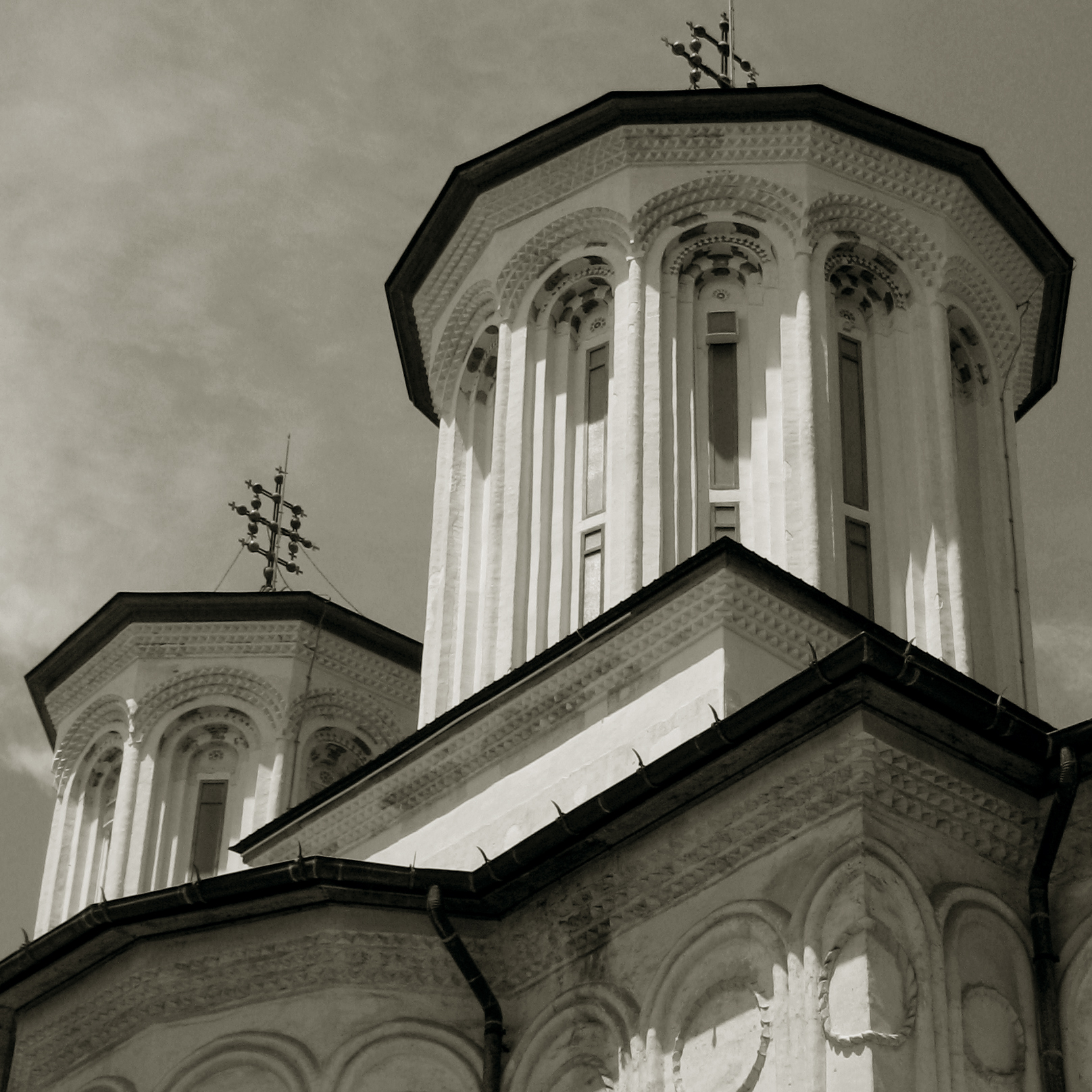
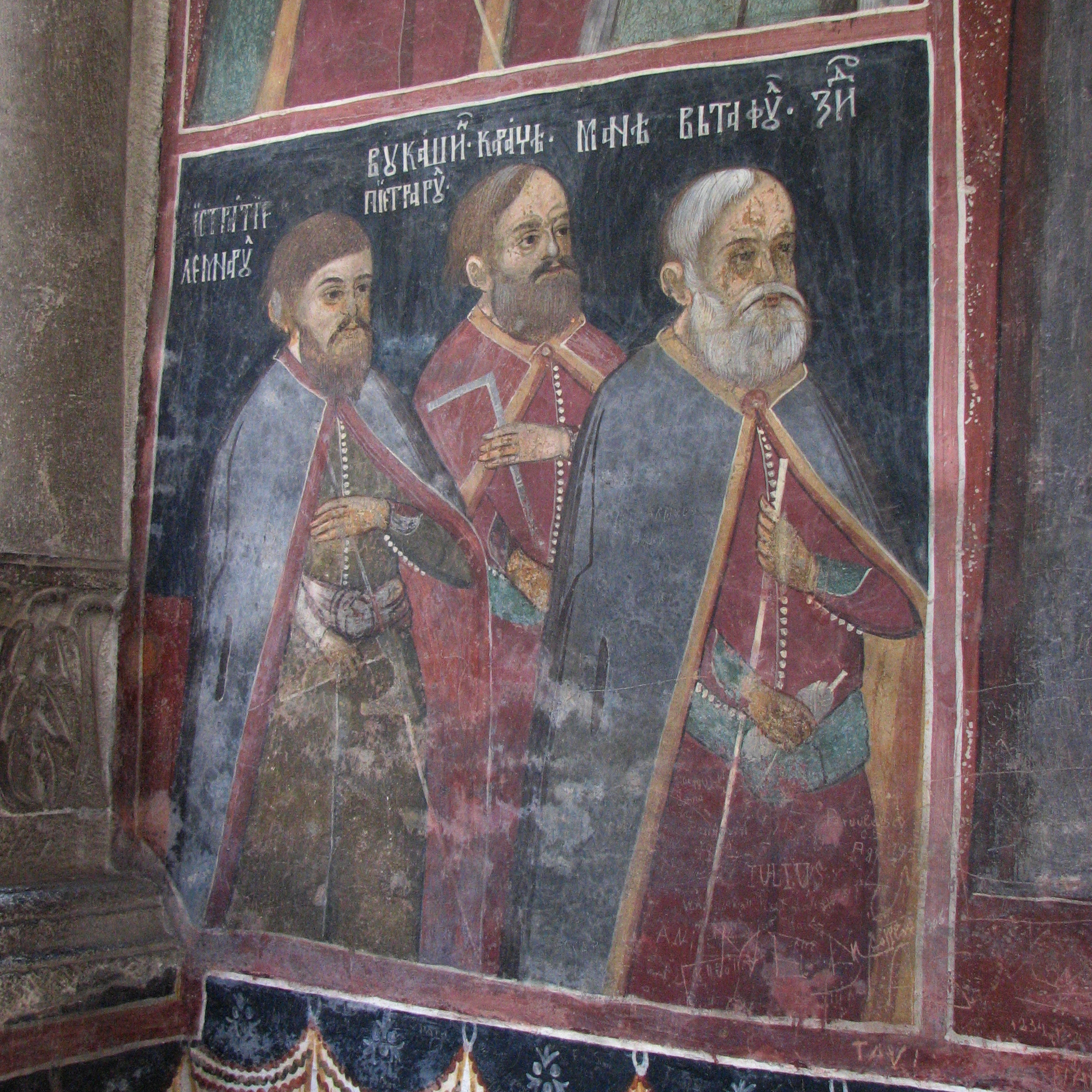
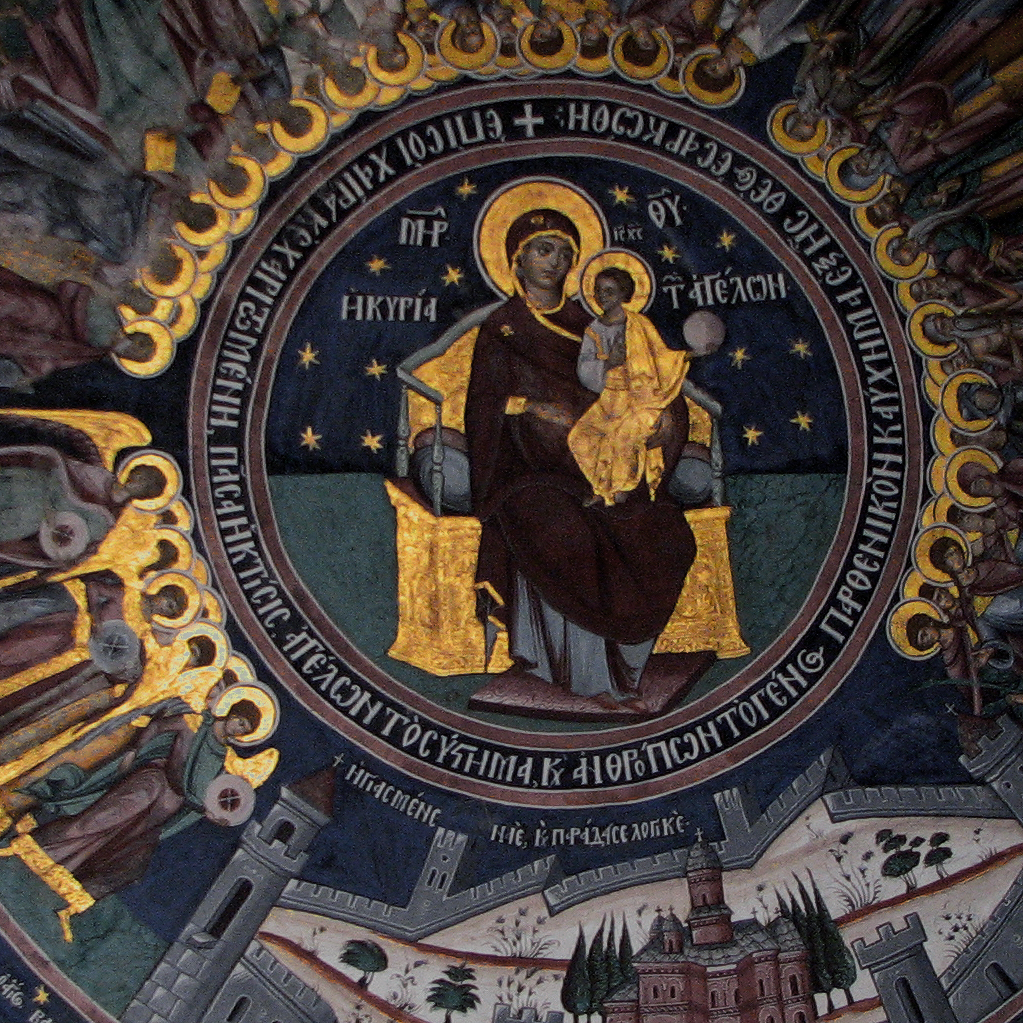
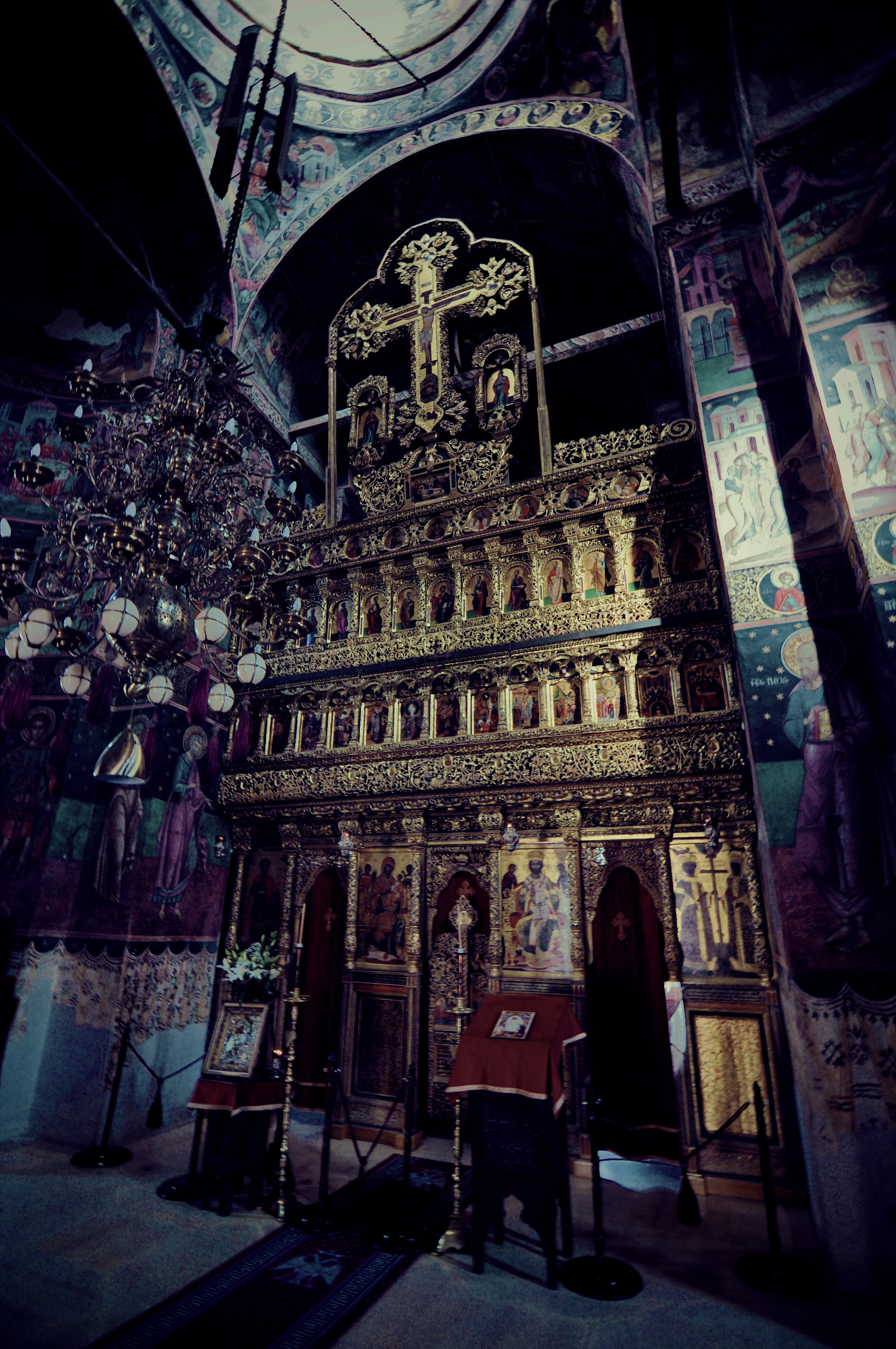
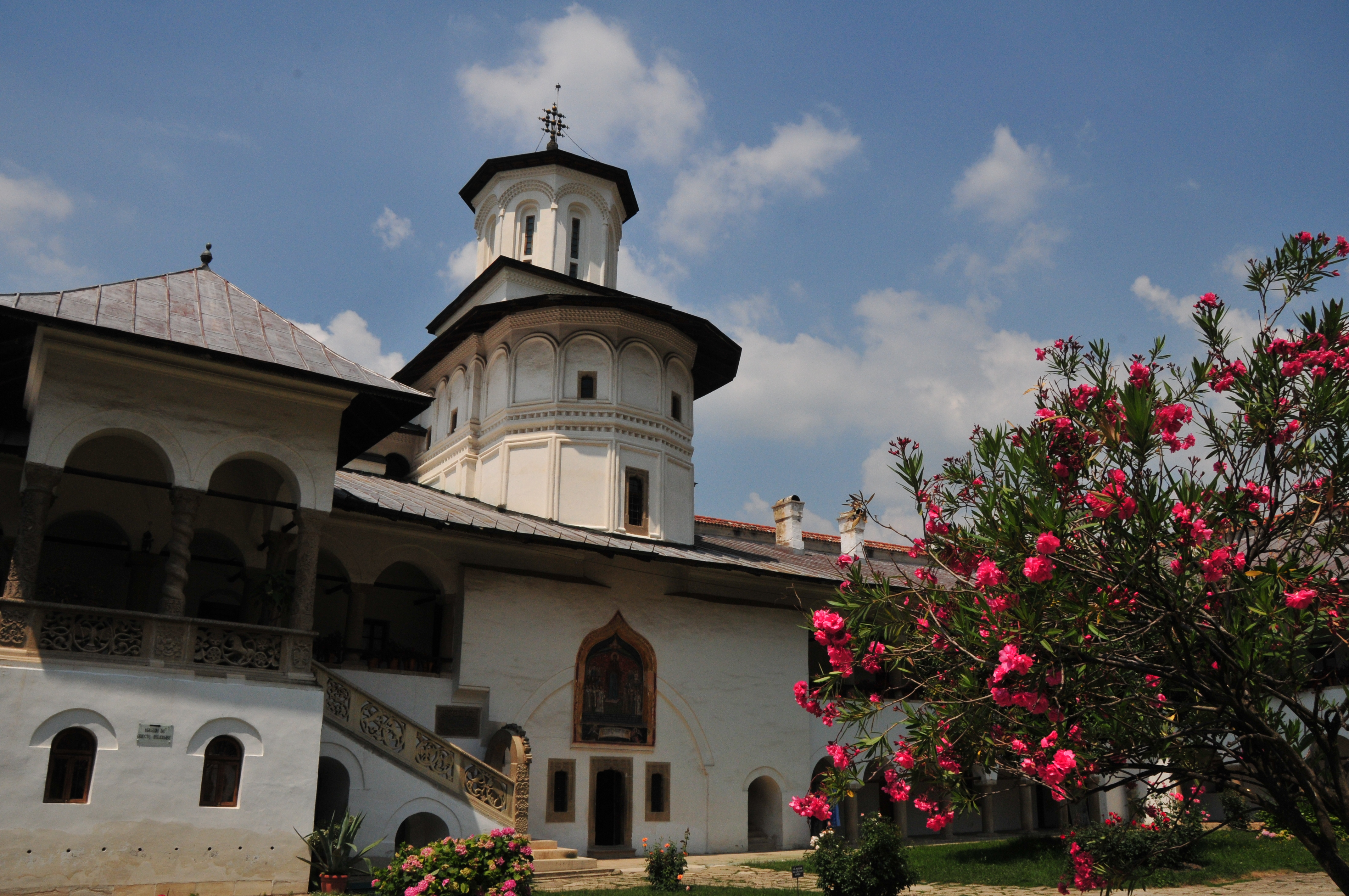
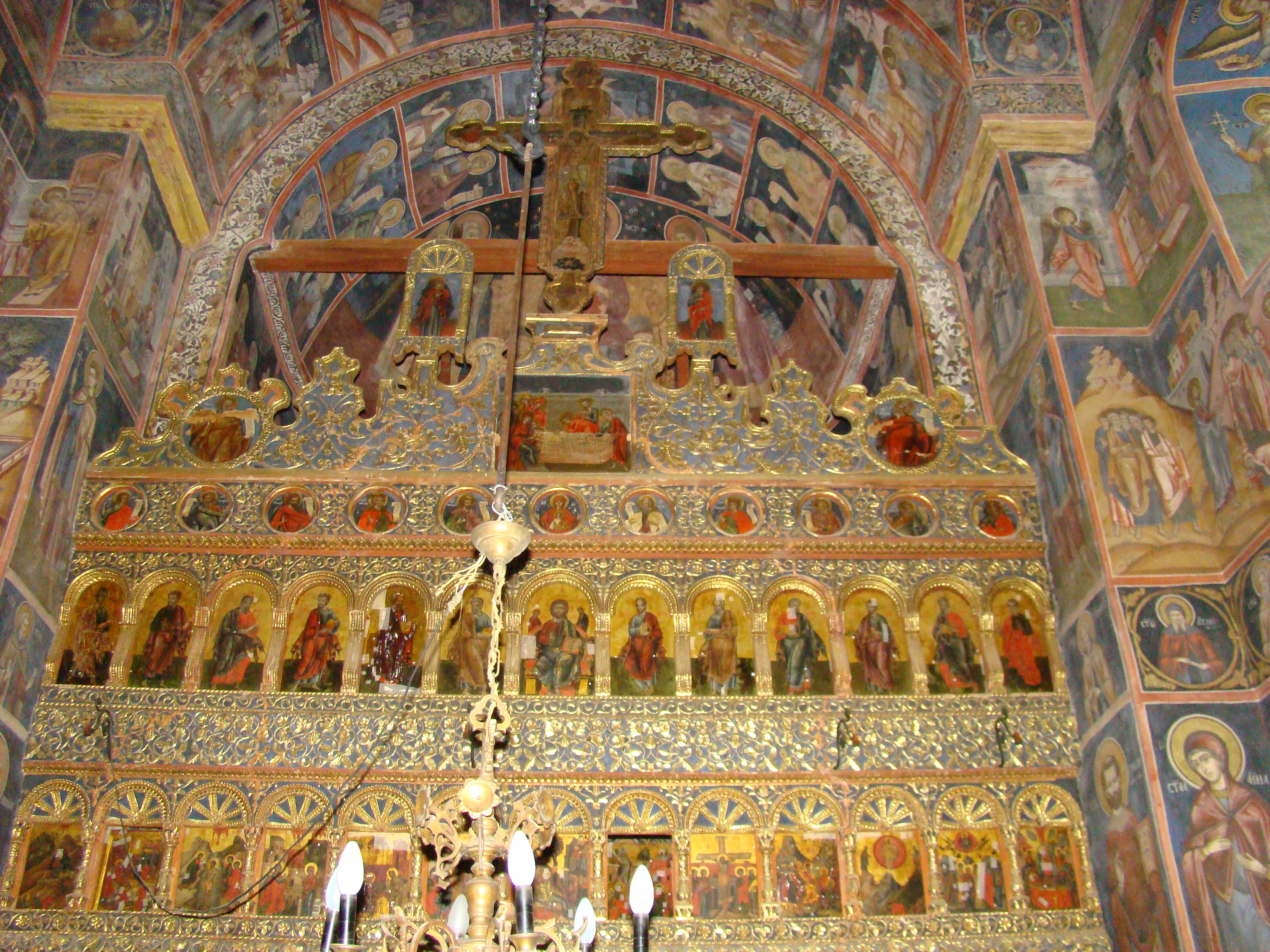